# Хуросон (джамоат)
Хуросонский джамоат (тадж. Ҷамоати деҳоти Хуросон) — сельская община (джамоат) в составе Фархорского района Хатлонской области Республики Таджикистан.
Название до 2021 года — Гайрат.
Административный центр — село Дехконобод.
Население — 14013 чел. (2011; 13619 в 2010, 14326 в 2009).
В состав джамоата входят 2 села:
| Населенный пункт      | Старое название | Население, чел. (2009) | Население, чел. (2010) | Население, чел. (2017) |
| --------------------- | --------------- | ---------------------- | ---------------------- | ---------------------- |
| 25-летие Таджикистана | свх Таджикистан | 1488                   | 1352                   | 1204                   |
| Дехконобод            |                 | 12838                  | 12267                  | 15246                  |